# Liste der Baudenkmale in Wölpinghausen
In der Liste der Baudenkmale in Wölpinghausen sind die Baudenkmale der niedersächsischen Gemeinde Wölpinghausen und ihrer Ortsteile aufgelistet. Die Quelle der Baudenkmale ist der Denkmalatlas Niedersachsen. Der Stand der Liste ist der 24. Mai 2020.

## Allgemein
In den Spalten befinden sich folgende Informationen:
- Lage: die Adresse des Baudenkmales und die geographischen Koordinaten. Kartenansicht, um Koordinaten zu setzen. In der Kartenansicht sind Baudenkmale ohne Koordinaten mit einem roten Marker dargestellt und können in der Karte gesetzt werden. Baudenkmale ohne Bild sind mit einem blauen Marker gekennzeichnet, Baudenkmale mit Bild mit einem grünen Marker.
- Bezeichnung: Bezeichnung des Baudenkmales
- Beschreibung: die Beschreibung des Baudenkmales. Unter § 3 Abs. 2 NDSchG werden Einzeldenkmale und unter § 3 Abs. 3 NDSchG Gruppen baulicher Anlagen und deren Bestandteile ausgewiesen.
- ID: die Objekt-ID des Baudenkmales
- Bild: ein Bild des Baudenkmales, ggf. zusätzlich mit einem Link zu weiteren Fotos des Baudenkmals im Medienarchiv Wikimedia Commons. Wenn man auf das Kamerasymbol klickt, können Fotos zu Baudenkmalen aus dieser Liste hochgeladen werden:

## Bergkirchen
| Lage                                                                   | Bezeichnung                                                       | Beschreibung                                                             | ID       | Bild           |
| ---------------------------------------------------------------------- | ----------------------------------------------------------------- | ------------------------------------------------------------------------ | -------- | -------------- |
| Bergkirchener Straße, Wölpinghausen 52° 24′ 47″ N, 9° 15′ 31″ O        | Katharinenkirche Bergkirchener Straße                             | Baudenkmalgruppe                                                         | 36217444 | Weitere Bilder |
| Bergkirchener Straße, Wölpinghausen 52° 24′ 46″ N, 9° 15′ 31″ O        | Kirche (Bauwerk). (Baudenkmalgruppe: Kirche Bergkirchener Straße) |                                                                          | 36256543 |                |
| L 453 52° 24′ 57″ N, 9° 16′ 20″ O                                      | Grenzsteine Hagenburger Straße                                    | Baudenkmalgruppe                                                         | 36217459 | BW             |
| L 453, km 17,080 bis 17,480, Wölpinghausen 52° 24′ 57″ N, 9° 16′ 20″ O | Grenzsteine. (Baudenkmalgruppe: Grenzsteine Hagenburger Straße)   | Historische Grenze Fürstentum Schaumburg/Grafschaft Schaumburg/Kurhessen | 36256589 | BW             |

## Schmalenbruch
| Lage                                                        | Bezeichnung                                                        | Beschreibung          | ID       | Bild |
| ----------------------------------------------------------- | ------------------------------------------------------------------ | --------------------- | -------- | ---- |
| Im alten Dorf 20, Wölpinghausen 52° 25′ 22″ N, 9° 16′ 15″ O | Empfangsgebäude                                                    | Bahnhof Schmalenbruch | 36256618 | BW   |
| Windhorn 2, Wölpinghausen 52° 25′ 0″ N, 9° 16′ 54″ O        | Hofanlage Windhorn 2                                               | Baudenkmalgruppe      | 36217510 | BW   |
| Windhorn 2, Wölpinghausen 52° 24′ 59″ N, 9° 16′ 54″ O       | Remise. (Baudenkmalgruppe: Hofanlage Windhorn 2)                   |                       | 36257297 | BW   |
| Windhorn 2, Wölpinghausen 52° 25′ 0″ N, 9° 16′ 53″ O        | Scheune. (Baudenkmalgruppe: Hofanlage Windhorn 2)                  |                       | 36257121 | BW   |
| Windhorn 2, Wölpinghausen 52° 25′ 0″ N, 9° 16′ 53″ O        | Stall. (Baudenkmalgruppe: Hofanlage Windhorn 2)                    |                       | 36257209 | BW   |
| Windhorn 2, Wölpinghausen 52° 24′ 59″ N, 9° 16′ 53″ O       | Wohn-/Wirtschaftsgebäude. (Baudenkmalgruppe: Hofanlage Windhorn 2) |                       | 36257033 | BW   |

## Wiedenbrügge
| Lage                                                                 | Bezeichnung | Beschreibung             | ID       | Bild |
| -------------------------------------------------------------------- | ----------- | ------------------------ | -------- | ---- |
| Schmalenbrucher Straße 17, Wölpinghausen 52° 25′ 36″ N, 9° 15′ 33″ O | Schule      | genutzt als Kindergarten | 36256696 | BW   |

## Wölpinghausen
| Lage                                                                | Bezeichnung                                                                      | Beschreibung        | ID       | Bild           |
| ------------------------------------------------------------------- | -------------------------------------------------------------------------------- | ------------------- | -------- | -------------- |
| Am Forst Spießingshol 1, Wölpinghausen 52° 24′ 46″ N, 9° 12′ 0″ O   | Wohn-/Wirtschaftsgebäude                                                         | ehemaliges Forstamt | 36256961 | BW             |
| Am Forst Spießingshol 4, Wölpinghausen 52° 24′ 40″ N, 9° 11′ 43″ O  | Am Forst Spießingshol Nr. 4                                                      | Baudenkmalgruppe    | 36217493 | BW             |
| Am Forst Spießingshol 4, Wölpinghausen 52° 24′ 39″ N, 9° 11′ 44″ O  | Wohnhaus. (Baudenkmalgruppe: Am Forst Spießingshol 4)                            |                     | 36256668 | BW             |
| Am Forst Spießingshol 4, Wölpinghausen 52° 24′ 40″ N, 9° 11′ 44″ O  | Nebengebäude. (Baudenkmalgruppe: Am Forst Spießingshol 4)                        |                     | 36256987 | BW             |
| Fürst-Wolrad-Straße 1, Wölpinghausen 52° 25′ 12″ N, 9° 14′ 9″ O     | Kriegerdenkmal                                                                   |                     | 36256738 | BW             |
| Fürst-Wolrad-Straße 8, Wölpinghausen 52° 25′ 9″ N, 9° 14′ 13″ O     | Hofanlage Fürst-Wolrad-Straße 8/8A                                               | Baudenkmalgruppe    | 36217416 | BW             |
| Fürst-Wolrad-Straße 8A, Wölpinghausen 52° 25′ 9″ N, 9° 14′ 12″ O    | Nebengebäude. (Baudenkmalgruppe: Hofanlage Fürst-Wolrad-Straße 8/8A)             |                     | 36256759 | BW             |
| Fürst-Wolrad-Straße 8, Wölpinghausen 52° 25′ 9″ N, 9° 14′ 13″ O     | Wohn-/Wirtschaftsgebäude. (Baudenkmalgruppe: Hofanlage Fürst-Wolrad-Straße 8/8A) |                     | 36257055 | BW             |
| Fürst-Wolrad-Straße 8, Wölpinghausen 52° 25′ 8″ N, 9° 14′ 13″ O     | Nebengebäude. (Baudenkmalgruppe: Hofanlage Fürst-Wolrad-Straße 8/8A)             |                     | 36257231 | BW             |
| Fürst-Wolrad-Straße 8, Wölpinghausen 52° 25′ 8″ N, 9° 14′ 14″ O     | Scheune. (Baudenkmalgruppe: Hofanlage Fürst-Wolrad-Straße 8/8A)                  |                     | 36257143 | BW             |
| Nachtigallenstraße 6, Wölpinghausen 52° 25′ 16″ N, 9° 14′ 6″ O      | Villa                                                                            | Matteschlösschen    | 36256808 | BW             |
| Schäferhorst 3, Wölpinghausen 52° 25′ 49″ N, 9° 13′ 49″ O           | Hofanlage Schäferhorst 3                                                         | Baudenkmalgruppe    | 36217430 | BW             |
| Schäferhorst 3, Wölpinghausen 52° 25′ 49″ N, 9° 13′ 50″ O           | Stall-/Remisengebäude. (Baudenkmalgruppe: Hofanlage Schäferhorst 3)              |                     | 36257165 | BW             |
| Schäferhorst 3, Wölpinghausen 52° 25′ 49″ N, 9° 13′ 49″ O           | Wohn-/Wirtschaftsgebäude. (Baudenkmalgruppe: Hofanlage Schäferhorst 3)           |                     | 36257077 | BW             |
| Schaumburger Landstraße 5, Wölpinghausen 52° 25′ 6″ N, 9° 13′ 29″ O | Wohn-/Wirtschaftsgebäude                                                         |                     | 36256851 | BW             |
| Schaumburger Landstraße 9, Wölpinghausen 52° 25′ 1″ N, 9° 13′ 9″ O  | Wohn-/Wirtschaftsgebäude                                                         |                     | 36256787 | BW             |
| Schaumburger Landwehr, Wölpinghausen 52° 25′ 44″ N, 9° 13′ 16″ O    | Turm (Bauwerk)                                                                   | Wilhelms-Turm       | 36256522 | Weitere Bilder |
| Waidmannsweg 1, Wölpinghausen 52° 25′ 11″ N, 9° 13′ 28″ O           | Wohn-/Wirtschaftsgebäude                                                         |                     | 36256871 | BW             |